# 무스타파 세푸히 스타디움
무스타파 세푸히 스타디움(아랍어: ملعب مصطفى سفوحي)은 알제리 바트나에 있는 다용도 경기장이다. 주로 축구 경기에 사용되며, 현재 CA 바트나의 홈구장이다. 경기장은 총 5,000명의 인원이 수용 가능하다.